# Liste der Bischöfe und Erzbischöfe von Boiano
Die folgenden Personen waren Bischöfe und Erzbischöfe von Boiano (Italien), Erzbistum Campobasso-Boiano:
- ? (um 1061)
- Adalbert (Albert, Oberto) (1074–1095)
- Bernardus (1105–?)
- Adam (1119–?)
- Robertus (1149–?)
- Andreas (1179–1181)
- Petrus (1189–?)
- Matthaeus (1195–?)
- Raynald (1206–1210)
- Politianus (1215–?)
- Joannes (1225–?)
- Joseph (1244–?)
- Palmerius (1252–1277)
- Joannes II. (1277–1291)
- Guillem. Berge (1291–1311)
- Angelus (1314–?)
- Petrus de Caserta OSD (1319–?)
- Andreas II. (um 1322)
- Bernerius Dohonella (um 1337)
- G... (1340–1345)
- Angelus Lupara (1345–1364)
- Ber(n)ardus da Castiglione (13. September 1364–?)
- Guglielmus II. (1390–?)
- Carolus (1396–1412)
- Joannes III. (1412–1412)
  - Nicolò Offeri (1413–1423) (Apostolischer Administrator)
- Nicolò Sanframondi (1423–1428)
- Pietro Urio (Urso), OP (1428–1431) (auch Bischof von Monopoli)
- Raimondo degli Ugotti, OSBI (1431–1439) (auch Erzbischof von Conza)
- Andrea de Veroli (1439–1452) (auch Bischof von Urbino)
- Jacopo Di Monte (1452–1458)
- Antonio da Teramo (1458–?)
- Odo degli Odoni (1486–1489)
- Silvio Pandoni (?–1519) (auch Bischof von Aversa)
  - Franciotti Kardinal Orsini (1519–1523) (Apostolischer Administrator)
- Valentino Franco (1523–1549)
- Pirro Franco (1549–1572)
- Carlo Carafa (1572–1608)
- Fabrizio Degli Afflitti (1608–1613)
- Pietro Paolo Eustachi (1613–1622)
- Ottaviano Garzadori (1622–1624)
- Fulgenzio Gallucci, OSA (1624–1632)
- Pietro de Filippi (1633–1640)
- Filippo de Sio, OFM (1641–1651)
- Petronio Veroni, OSA (1652–1653)
- Celestino Bruni, OSA (1653–1664)
- Giuseppe Protospatario (1664–1665)
- Antonio Graziani (1666–1684)
- Francesco Antonio Giannone (1685–1708)
- Angelo Rendina (1708–1716)
- Nunzio de Baccari (1718–1736 ?)
- Domenico Antonio Manfredi (1738–1746)
- Bernardo Cangiani (1746–1770)
- Nicolò Rossetti (1774–1819)
- Sedisvakanz
- Taddeo Garzilli (Garzillo) (1828–1834) (auch Bischof von Acerra)
- Giuseppe Riccardi (1836–1855)
- Lorenzo Moffa, OFM (1855–1863)
- Anastasio Laterza, OCD (1871–1879)
- Francesco Maccarone (1879–1863)
- Felice Gianfelice (1897–1916)
- Alberto Romita (1917–1939)
- Secondo Bologna (1940–1943)
- Alberto Carinci (1948–1977)
- Enzio d’Antonio (1977–1979)
- Pietro Santoro (1979–1989)
- Ettore Di Filippo (1989–1998)
- Armando Dini (1998–2007)
- Giancarlo Maria Bregantini CSS (2007–2023)
- Biagio Colaianni (seit 2023)